# Internationale Wielertrofee Jong Maar Moedig 2010
La 26e édition de l'Internationale Wielertrofee Jong Maar Moedig a eu le 30 juin 2010. La course fait partie du calendrier UCI Europe Tour 2010 en catégorie 1.2. Elle a été remportée par Sven Jodts (Beveren 2000), suivi une seconde plus tard par Koen Barbé (Landbouwkrediet) et huit secondes plus tard par Reno De Keulenaer (Davo-Lotto).

## Classement
| Classement général | Classement général | Classement général | Classement général             | Classement général |
|                    | Coureur            | Pays               | Équipe                         | Temps              |
| ------------------ | ------------------ | ------------------ | ------------------------------ | ------------------ |
| 1er                | Sven Jodts         | Belgique           | Beveren 2000                   | en 4 h 2           |
| 2e                 | Koen Barbé         | Belgique           | Landbouwkrediet                | + 1 s              |
| 3e                 | Reno De Keulenaer  | Belgique           | Davo-Lotto                     | + 8 s              |
| 4e                 | Kenny Terweduwe    | Belgique           | Jong Vlaanderen-Bauknecht      | + 14 s             |
| 5e                 | Niek Basten        | Pays-Bas           | Van Hemert Groep               | m.t                |
| 6e                 | Bert Scheirlinckx  | Belgique           | Landbouwkrediet                | + 18 s             |
| 7e                 | Jeroen Hoorne      | Belgique           | Soenens-Jartazi-Construkt Glas | + 24 s             |
| 8e                 | Davy Commeyne      | Belgique           | Landbouwkrediet                | m.t                |
| 9e                 | Bert De Waele      | Belgique           | Landbouwkrediet                | m.t                |
| 10e                | Quentin Bertholet  | Belgique           | Telenet-Fidea                  | + 29 s             |
| modifier           |                    |                    |                                |                    |